# São Pedro (Trancoso)
A Freguesia de São Pedro é uma antiga freguesia portuguesa do município de Trancoso, que tinha 15,27 km² de área e 1 712 habitantes (2011), e, por isso, uma densidade populacional de 112,1 hab/km².
Desde 2013, foi extinta (agregada) tendo o seu território passado a fazer parte da nova União das Freguesias de Trancoso (São Pedro e Santa Maria) e Souto Maior.

## População
| População da freguesia de Trancoso (São Pedro) | População da freguesia de Trancoso (São Pedro) | População da freguesia de Trancoso (São Pedro) | População da freguesia de Trancoso (São Pedro) | População da freguesia de Trancoso (São Pedro) | População da freguesia de Trancoso (São Pedro) | População da freguesia de Trancoso (São Pedro) | População da freguesia de Trancoso (São Pedro) | População da freguesia de Trancoso (São Pedro) | População da freguesia de Trancoso (São Pedro) | População da freguesia de Trancoso (São Pedro) | População da freguesia de Trancoso (São Pedro) | População da freguesia de Trancoso (São Pedro) | População da freguesia de Trancoso (São Pedro) | População da freguesia de Trancoso (São Pedro) |
| ---------------------------------------------- | ---------------------------------------------- | ---------------------------------------------- | ---------------------------------------------- | ---------------------------------------------- | ---------------------------------------------- | ---------------------------------------------- | ---------------------------------------------- | ---------------------------------------------- | ---------------------------------------------- | ---------------------------------------------- | ---------------------------------------------- | ---------------------------------------------- | ---------------------------------------------- | ---------------------------------------------- |
| 1864                                           | 1878                                           | 1890                                           | 1900                                           | 1911                                           | 1920                                           | 1930                                           | 1940                                           | 1950                                           | 1960                                           | 1970                                           | 1981                                           | 1991                                           | 2001                                           | 2011                                           |
| 1 290                                          | 1 372                                          | 1 467                                          | 1 450                                          | 1 429                                          | 1 487                                          | 1 440                                          | 1 677                                          | 1 840                                          | 1 557                                          | 1 166                                          | 1 180                                          | 1 364                                          | 1 793                                          | 1 712                                          |

			
Por idades em 2001 e 2021			

| 0-14 anos  | 15-24 anos | 25-64 anos | 65 e + anos |
| 299 \| 229 | 280 \| 209 | 912 \| 866 | 302 \| 408  |
| -23%       | -25%       | -5%        | +35%        |

## Património
- Igreja de Nossa Senhora da Fresta